# Syttende
Syttende er en dansk restaurant, beliggende på 17. sal på Alsik Hotel i Sønderborg. Den har siden september 2021 haft én stjerne i Michelinguiden. Syttende blev åbnet den 23. oktober 2019, og var den første restaurant i Sønderborg der har fået en Michelinstjerne. Syttende har fra starten haft Jesper Koch som kulinarisk direktør og Peter Rødsgaard som køkkenchef.